# Japan Marine United
Japan Marine United Corporation (en Japonais: ジャパン マリンユナイテッド) (officieusement JMU) est une société japonaise d'ingénierie et de services maritimes de construction navale créée par la fusion d'Universal Shipbuilding Co., Ltd. et d'IHI Marine United le 1er janvier 2013.
Son siège est à Yokohama au Japon.
C'est le deuxième constructeur naval du Japon après Imabari Shipbuilding, avec des chantiers navals dans les préfectures de Kure, Hiroshima, Yokohama, Nagasu, Kumamoto, Maizuru, Kyoto et Mie.
Les activités de JMU comprennent la conception, la fabrication, l'achat et la vente de navires marchands et de navires de guerre, l'ingénierie offshore et l'entretien des navires.

## Historique
Le 1er avril 1881, l'entrepreneur britannique, Edward H. Hunter fonde la société Osaka Iron Works à Osaka pour développer au Japon l'industrie de fabrication de l'acier et la construction navale. Elle a pris le nom de Hitachi Zosen Corporation en 1943. La société a été détachée de Hitachi, Ltd. en 1947.
En 1912, Asano Zaibatsu crée la société Nippon Kokan (NKK).
Les deux se sont unis et sont devenus Universal Shipbuilding Corporation en 2002.
Le chantier naval d'Ishikawajima a été créé en 1853. Uraga Dock (Sumitomo Heavy Industries) a été créé en 1893. Les deux se sont unis et sont devenus IHI Marine United en 2002, faisant partie d'Ishikawajima-Harima Heavy Industries Co., Ltd., rebaptisé plus tard IHI Corporation
Universal Shipbuilding Corporation et IHI Marine United Inc. se sont unis en 2013 pour devenir Japan Marine United.
Le 1er janvier 2021, JMU (avec 49 % des actions), associé à Imabari Shipbuilding (avec 51 % des actions) ont fondé une coentreprise nommée Nihon Shipyard couvrant tous les types de navires à l'exception des méthaniers. En parallèle, Imabari Shipbuilding a racheté 30% des actions de JMU. La coopération entre ces deux sociétés japonaises en fait l'une des plus grandes entreprises d'ingénierie marine et de construction navale au monde.

## Secteurs d'activité
Portes-conteneurs, petroliers, vraquiers, méthaniers, transport de voitures, constructions maritimes telles que Plates-formes pétrolières, navires de soutien en mer, car ferry, navires militaires ainsi que de nombreux autres types.